# Xã Allison, Quận Osceola, Iowa
Xã Allison (tiếng Anh: Allison Township) là một xã thuộc quận Osceola, tiểu bang Iowa, Hoa Kỳ. Năm 2010, dân số của xã này là 151 người.